# Notoxus zambianus
Notoxus zambianus là một loài bọ cánh cứng trong họ Anthicidae. Loài này được Uhmann miêu tả khoa học năm 1985.